# パーヴェル・フェドートフ
パーヴェル・フェドートフ（ロシア語:  Павел Андреевич Федотов, ラテン文字転写: Pavel Andreyevich Fedotov、1815年6月22日 - 1852年11月14日）は、ロシアの画家である。軍人となった後、画家に転じ、元同僚や家族を題材に風俗画を描いたが、精神を病み、37歳で亡くなった。

## 経歴
ロシアのモスクワで生まれ育った。
父親は退役した兵卒だったので、その勧めで11歳から軍学校に通った。サンクトペテルブルクで帝国親衛部隊に勤めながら夜に帝国美術アカデミーでカール・ブリューロフらの指導を受けた。
1844年に軍を辞して描画に没頭した。1848年にサンクトペテルブルクで絵画の個展を開き、一躍名を知られるようになった。
1852年に精神病を発症してサンクトペテルブルクの精神病院に入院後まもなく没した。

## 作品

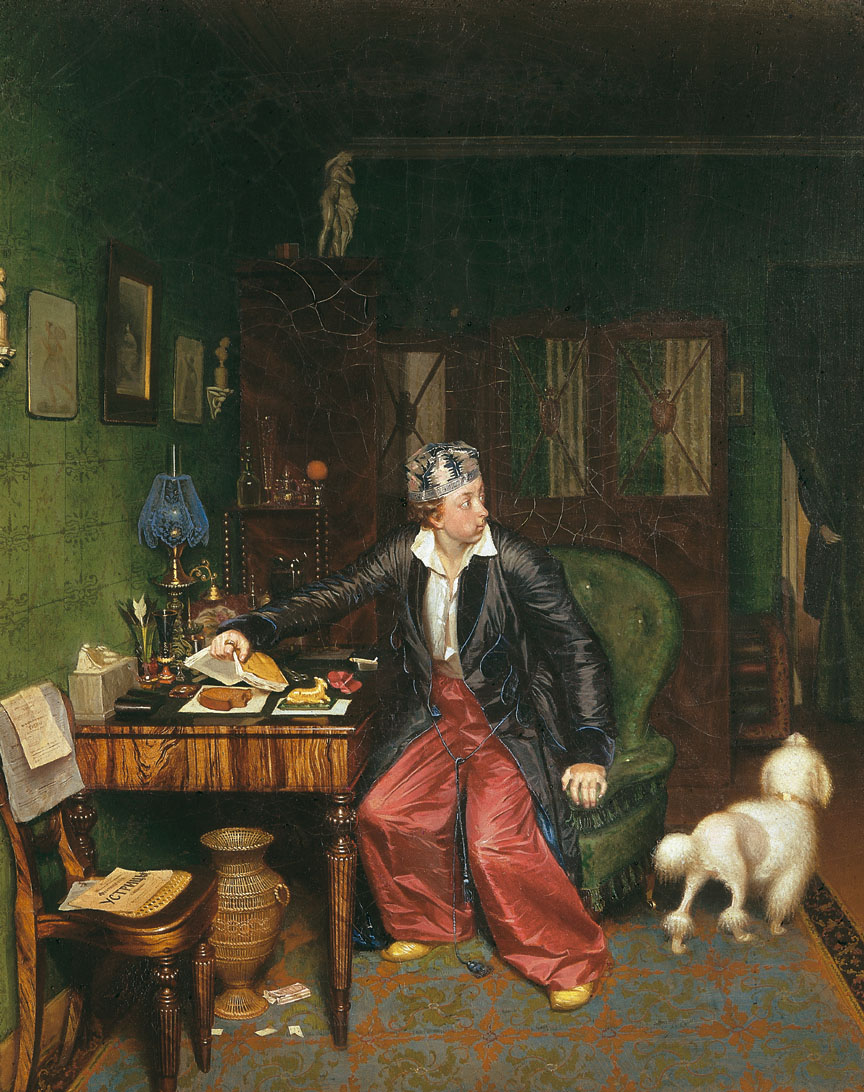
『貴族の朝食』
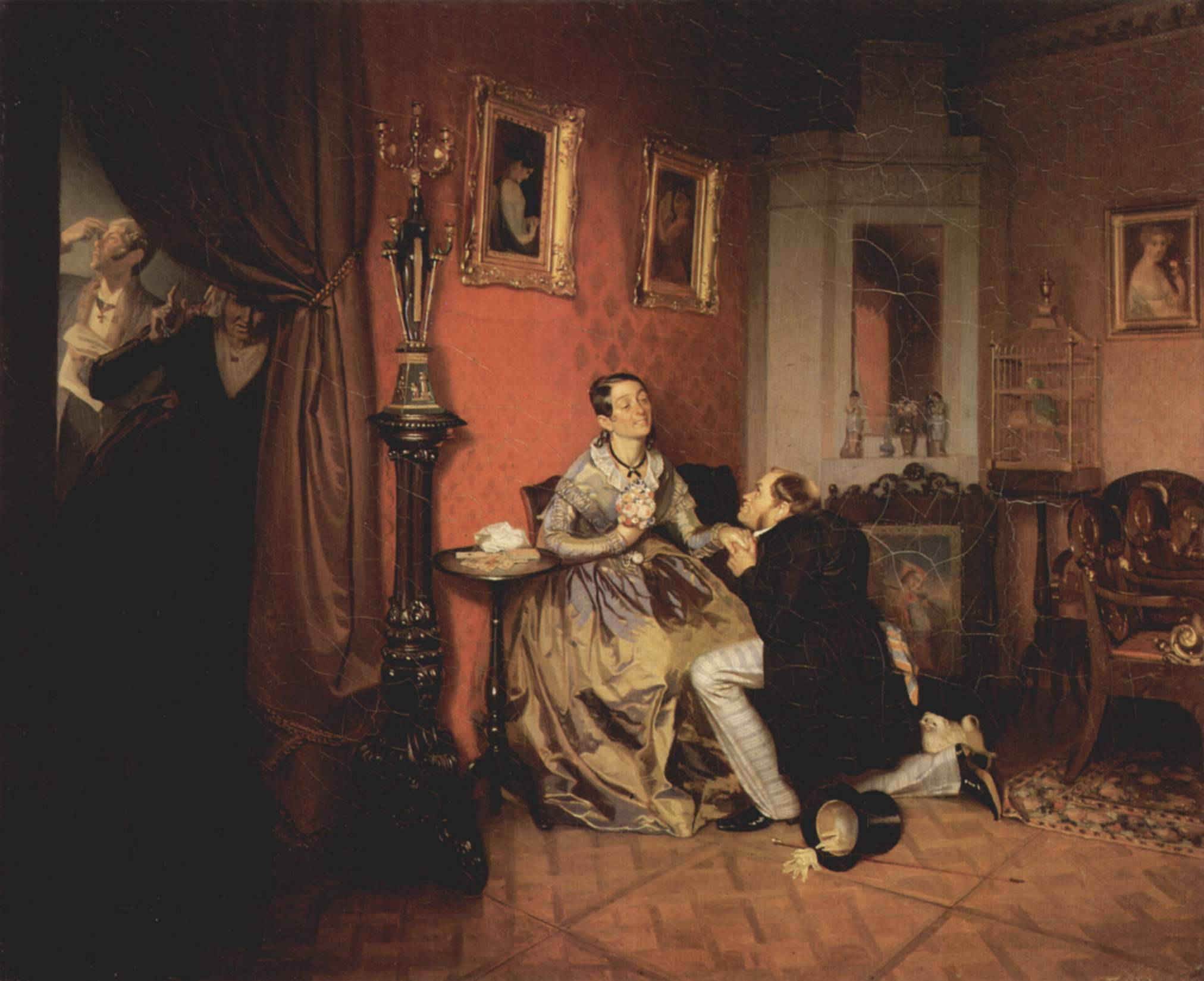
難しい花嫁
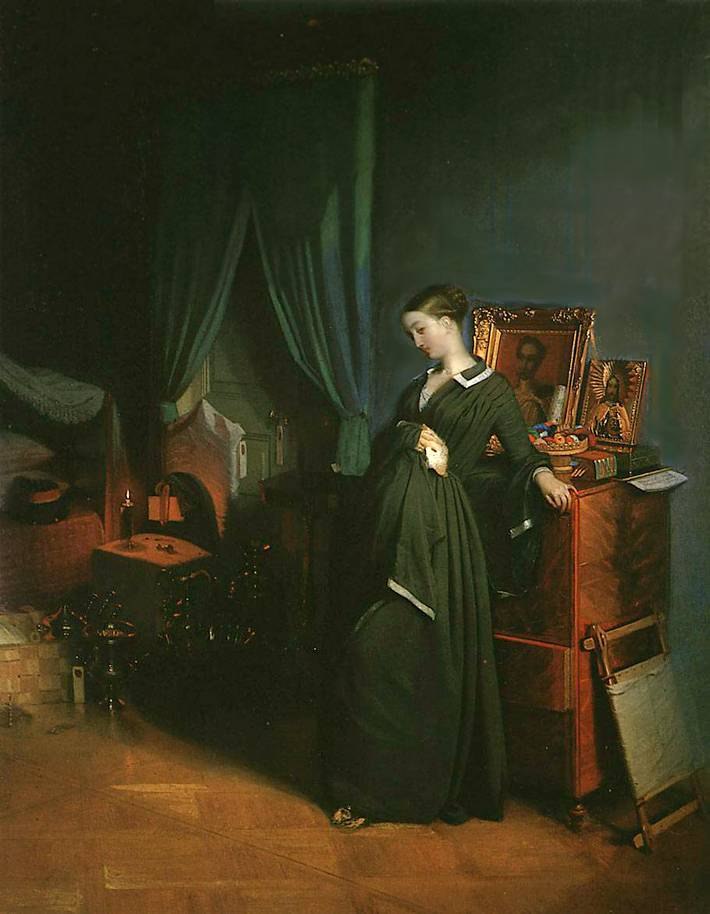
若い未亡人
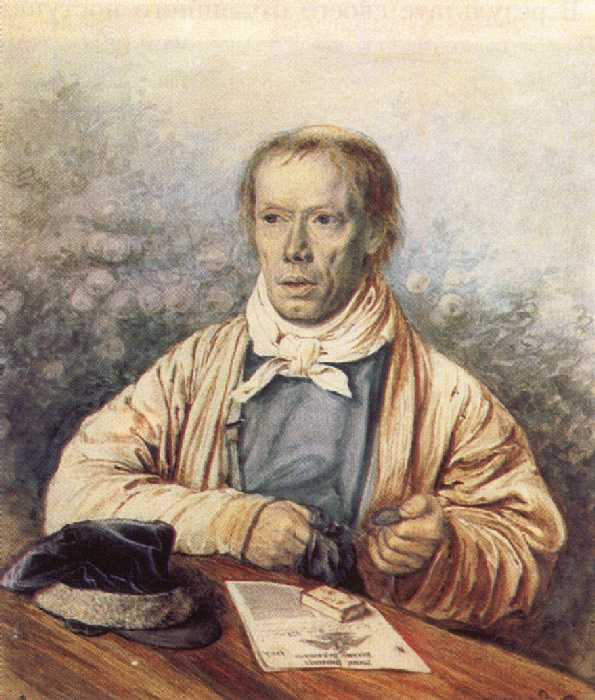
芸術家の父親の肖像画
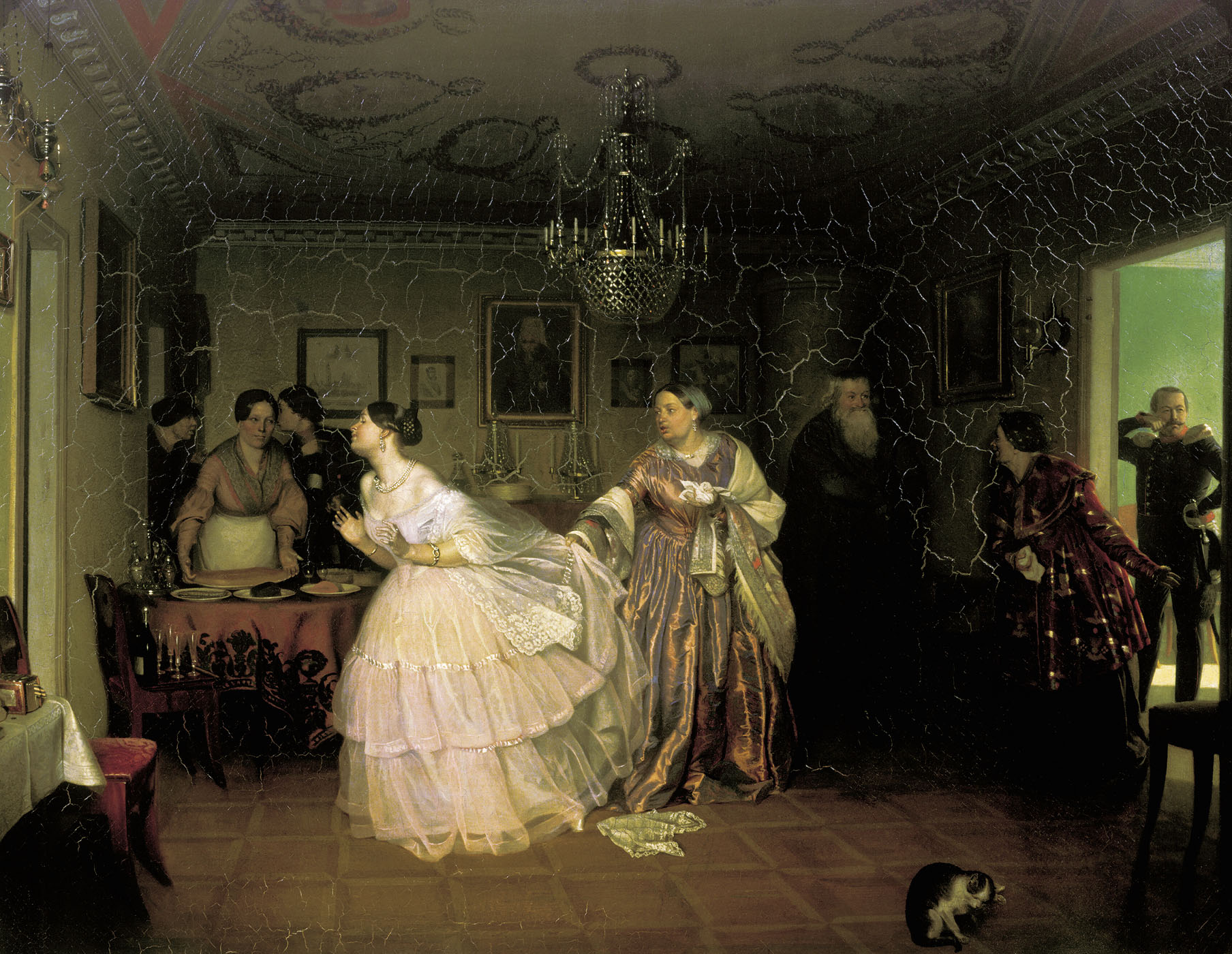
少佐の婚約
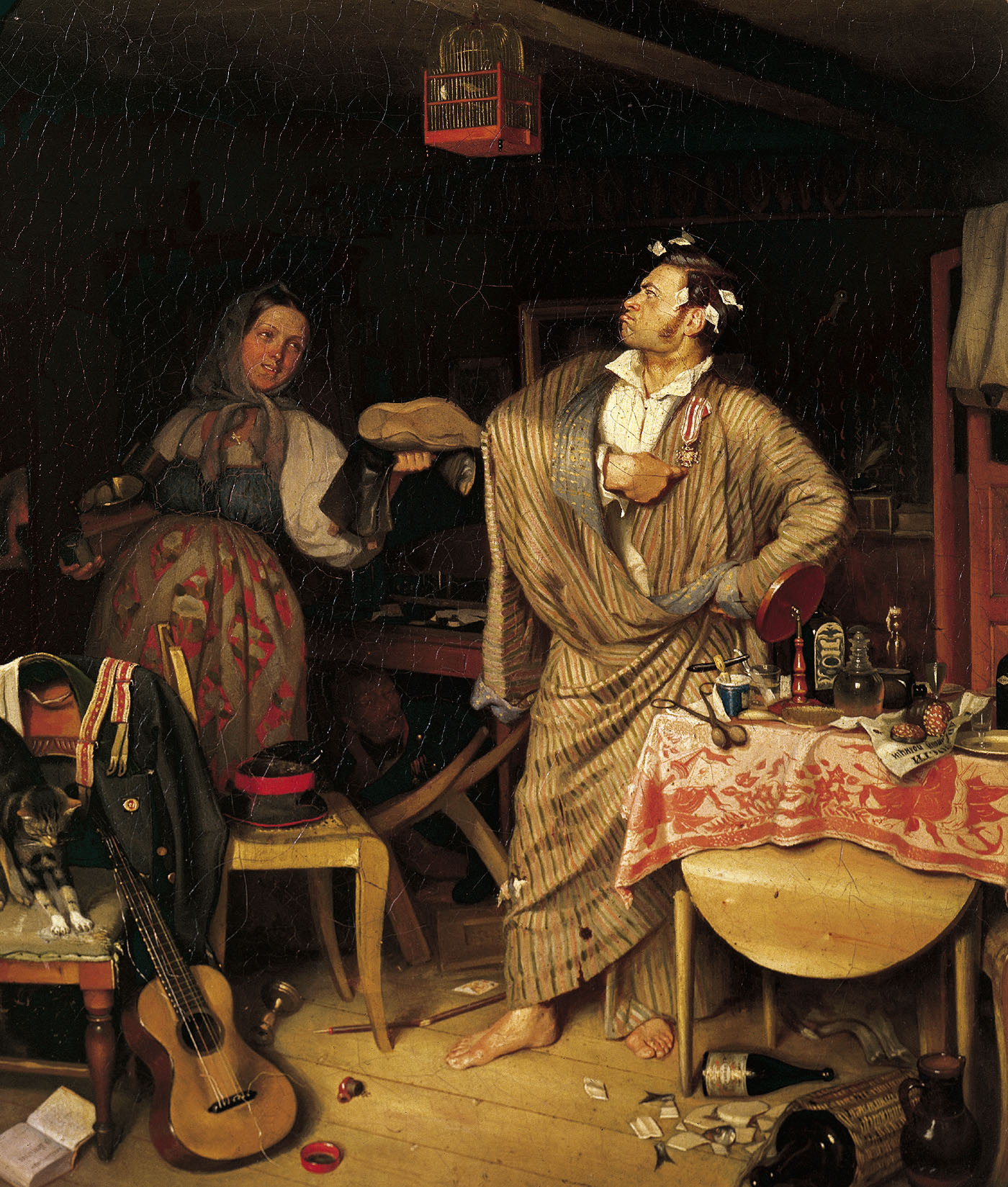
新人騎兵
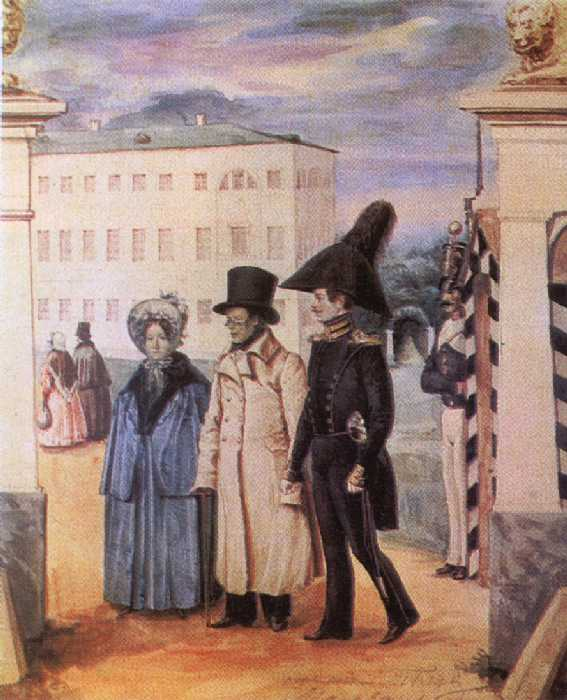
家族との散歩
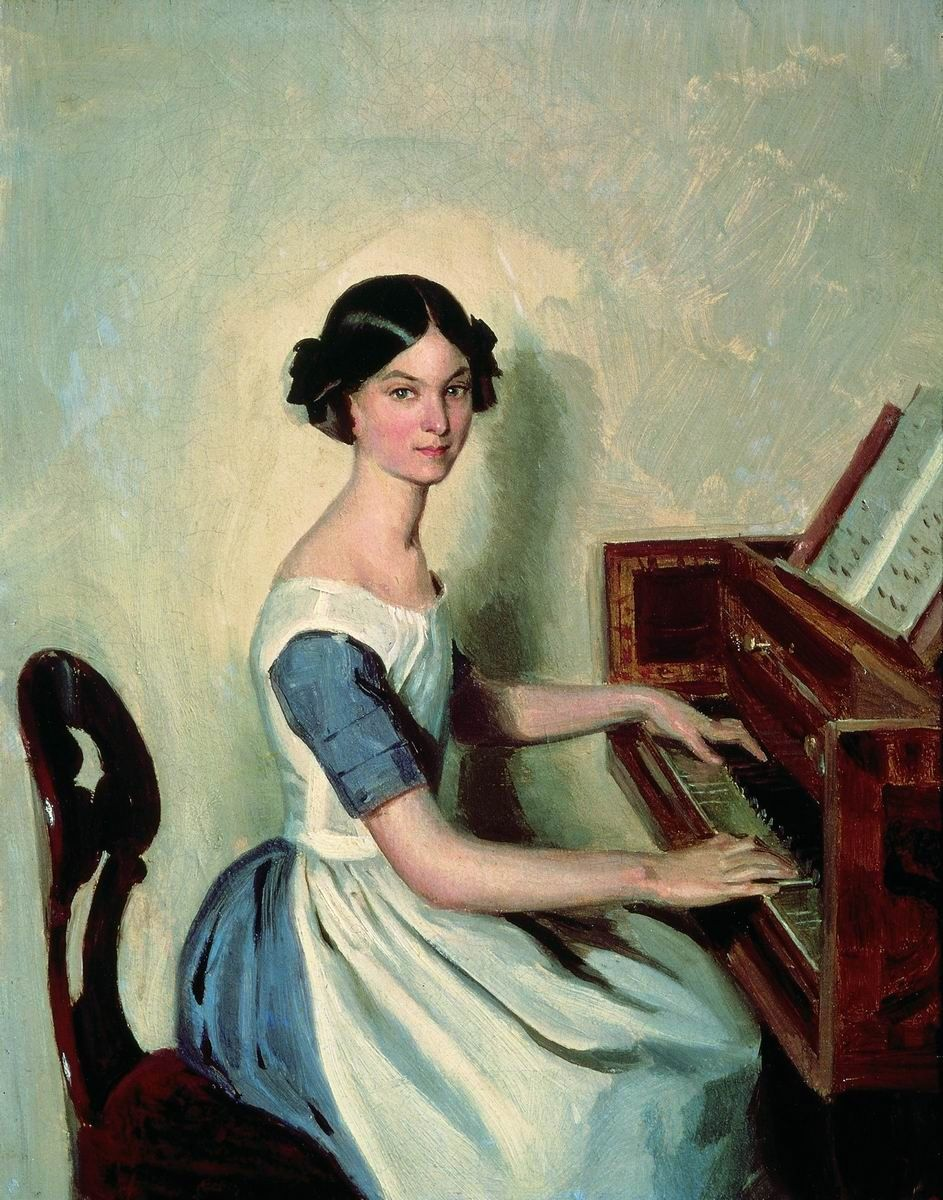
チェンバロwを弾く女性の肖像画